# جانيس كوه
جانيس كوه (بالإنجليزية: Janice Koh)‏ هي سياسية وممثلة سنغافورية، ولدت في 26 أبريل 1969 في سنغافورة.

## أعمال

### أفلام
- (2018) أغنياء آسيويون مجانين